# Wilhelm von Humboldt
Friedrich Wilhelm Christian Carl Ferdinand Freiherr von Humboldt, detto Wilhelm (Potsdam, 22 giugno 1767 – Tegel, 8 aprile 1835), è stato un linguista, diplomatico e filosofo tedesco, esponente del liberalismo classico e del romanticismo tedesco.
Era fratello maggiore del naturalista ed esploratore Alexander von Humboldt.

## Biografia
Dopo avere ricevuto in famiglia una prima formazione in diritto, filosofia ed economia politica si iscrisse alla facoltà giuridica di Gottinga e, in seguito all'incontro con Jacobi, intraprese lo studio della filosofia kantiana, le cui tre critiche influenzarono rispettivamente la sua grammatica, la sua antropologia e la sua estetica. Humboldt fu amico di Goethe e soprattutto di Friedrich von Schiller.
Viaggiò in Spagna e nei paesi baschi, dove ebbe l'occasione di mettere in pratica, con centocinquanta anni di anticipo, i principi della descrizione linguistica moderna: lo studio delle lingue a livello sincronico, lo studio descrittivo e non prescrittivo, l'importanza delle categorie grammaticali, descrivendo i fenomeni propri della lingua in esame. Più tardi (1827-1829) tenterà un ripensamento generale della grammatica universale, che si caratterizza per la messa in luce dei valori fonosemantici del linguaggio.
Fu al servizio dello Stato prussiano come funzionario fino al 1819 soprattutto in veste di diplomatico in Francia. Come ministro prussiano dell'istruzione (1809-1810), riformò profondamente il sistema scolastico, influenzato in questo dalle idee di Johann Heinrich Pestalozzi. Fondò l'Università Humboldt di Berlino e fu rappresentante della Prussia con Karl August von Hardenberg al congresso di Vienna. Ebbe un'azione determinante in seno al governo fino al 1819, quando si ritirò in ragione della sua opposizione alle idee reazionarie allora predominanti. Si dedicò allora essenzialmente allo studio della lingua.
Morì nel 1835 per le conseguenze della malattia di Parkinson.

## Posizioni in ambito linguistico e traduttivo
Humboldt identifica le lingue come prismi riflettenti la realtà. Queste corrispondono a diverse visioni del mondo e si pongono in una relazione di reciproca dipendenza col pensiero: le prime costituirebbero uno strumento di strutturazione del secondo. Egli rappresenta quindi la sintesi perfetta di due impostazioni diverse, da una parte un'analisi di natura "oggettiva-strutturale" del linguaggio (attraverso una particolare lettura di Kant), dall'altro è erede di quell'impostazione romantica che da Herder in poi identificava il linguaggio come prodotto dello spirito di un popolo, cioè come manifestazione del vissuto e della cultura di quel determinato popolo. In questo senso si può parlare di prisma, ogni popolo ha un proprio linguaggio e quindi una propria visione del mondo.
Le lingue, in quanto significanti del mondo, sarebbero delle sinonimie che racchiudono nei loro sotto-insiemi la loro peculiare visione. I rapporti tra i sotto-insiemi delle lingue non è di uno a uno e le lingue costituiscono dei sistemi dialogici in continua evoluzione più che dei meri prodotti stabili nel loro essere.
L'apprendimento di una nuova lingua, pertanto consisterebbe nell'acquisizione di un nuovo punto di vista sul mondo. Questa acquisizione, tuttavia, risulta alterata dal punto di vista acquisito precedentemente.
L'opera di traduzione, secondo l'autore, tenta di importare un "paesaggio" appartenente a una lingua e dunque a un punto di vista differente. Questa importazione dovrebbe causare un effetto di "straniamento" nel lettore che «possedendo una lingua [...] possiede una chiave per intendere tutte le altre, per attingere esperienze che scavalcano la diversità delle lingue».

## Opere
- Sulla religione (1789)
- Sulla legge di sviluppo delle forze umane (1791)
- Idea di una indagine sui limiti dell'azione dello stato (1792)
- Teoria della formazione dell'uomo (1793)
- Piano di un'antropologia comparata (1795)
- Il Secolo XVIII (1797)
- Considerazioni sulla storia universale (1814)
- Considerazioni sulle cause efficienti della storia universale (1818)
- Sullo studio comparato della lingua (1820)
- Sul compito degli storici (1821)
- Sulla differenza della struttura linguistica dell'uomo e sulla sua influenza sullo sviluppo spirituale del genere umano (1832)
- La diversità delle lingue (1836) (opera pubblicata postuma)